# Valendas
Valendas (Reto-Romaans: Valendau; Walserduits: Falädòòs) is een plaats en voormalige gemeente in het Zwitserse kanton Graubünden. Valendas telde eind 2012 288 inwoners. Sinds 2013 maakt het deel uit van de fusiegemeente Safiental.
Het dorp ligt op een terras boven de rechterkant van de Ruinaulta, de kloof in de Voor-Rijn, op een hoogte van 810 m op de noordelijke helling van de Piz Riein.
- Gemeinsame Normdatei: 4636589-8
- Historisch woordenboek van Zwitserland: 001448
- Historical Dictionary of Switzerland#Lexicon_Istoric_Retic: 2992
- Virtual International Authority File: 241872279
- WorldCat: E39PBJbtp9mJtjvxH8T98gbfMP